# Amar Azul
Amar Azul es una banda musical Argentina de cumbia fundada en el partido de Tigre en el año 1989. Es reconocida con un gran éxito en ese país y otras naciones de Sudamérica como Chile, Uruguay, Colombia, Ecuador y Bolivia.

## Historia

### Inicios
La banda se formó a finales de 1989 bajo el nombre de Mar Azul, como un pequeño grupo musical de barrio en la zona norte del Gran Buenos Aires. Al poco tiempo la banda cambió su nombre a Amar Azul, debido a que ya estaba registrado su nombre anterior. La banda se profesionaliza en 1993 y en 1994 lanzan su primer disco homónimo, el cual logra un éxito moderado, logrando así tener presencia en algunas radios de música tropical. Su segundo trabajo, 1995 Con Amor, resultó un fracaso en cuanto a ventas, por lo que la banda decide separar durante unos meses porque tenía contrato para 3 discos. El primer estilo de la banda tuvo como referentes a Malagata y Sombras.

### 1996-2007: Resurgimiento y éxito internacional
Meses más tarde, durante 1996, la banda se reúne nuevamente e integra a Gonzalo Ferrer, quien provenía de una familia de virtuosos músicos. La llegada de Ferrer incorpora al grupo un sonido de acordeón muy particular y distintivo, lo que se transformaría en el sonido característico de la banda. Junto a Miguel Ángel D'Annibale, se caracterizaron por tratar temas relacionados con la fiesta, el amor y lo social, sumándose a esto ritmos pegajosos y de fácil interpretación. En lo musical, la banda se caracteriza por la combinación de acordeón sintetizado y brass, combinada con güiro y bombo bien marcado.
La idea de Miguel y Gonzalo, en un principio era cuestionada hasta por sus propios compañeros, ya que era un estilo raro y diferente a lo que se venía escuchando, pero con el paso de los años se comprobó que fue el gran secreto del éxito de esta banda. Incluso Miguel se negaba a cantar el famoso Polvito del amor, pero el grupo determinó a través de una votación que el tema debía cantarse. El fruto de estas ideas se plasma definitivamente en su nuevo trabajo, Dime tú, el cual logra gran éxito.

#### Cumbia nenay shows multitudinarios
En este período se incorporan algunos músicos de un antiguo proyecto de Miguel D'Annibale llamado Sueño de Amar, entre los que destaca Pablo Lescano, quien coescribe las canciones Quiero Confesarte y Sueño de Amor. Comienzan las giras a nivel nacional, para posteriormente, tras la salida del disco Cumbia Nena, partir al resto de países sudamericanos. En Chile logran el doble disco de platino y sin contar las ventas de los casetes piratas que se vendían, lo cual los hace viajar en una gira donde tocaron en más de 15 ciudades. 
Posterior al lanzamiento del exitoso disco Gracias a Vos lo que sus fanáticos dicen que es el mejor Álbum de amar azul, Gonzalo Ferrer desarrolla en forma paralela un proyecto propio, que da vida a la banda Guachín, caracterizada con ritmos asociados a las barras de fútbol, que también se transforma en un éxito. Mientras tanto, Pablo Lescano trabaja proyectos de su autoría, dando origen a una desconocida Cumbia Villera, formando la banda Flor de Piedra y luego Damas Gratis. 
Finalmente, a principios de 2000, Lescano abandonaría la banda tras un accidente de motocicleta que lo aleja por tiempo indeterminado de los escenarios.

#### El Campeón, Me Pegay consagración
Los siguientes trabajos lanzados en 2000 y 2001 respectivamente, de nombre: El Campeón y Me Pega, tuvieron un gran éxito a nivel nacional e internacional, llegando a ser los dos álbumes más populares de la banda, esto le dio pie al grupo para recorrer países de Sudamérica, llegando hasta Suecia, Canadá, España y Estados Unidos.  
En 2006-2007 hicieron —posiblemente— su recital más conocido, de nombre Grandes éxitos en vivo, fue grabado en Buenos Aires y publicado el 15 de octubre de ese mismo año. Actualmente cuenta con más de 30 millones de reproducciones en YouTube.

### 2008-2019:Lo mejor de lo mejor, fenómeno en Chile y shows
En 2008 el grupo lanzó Directo al corazón, mientras que en 2009 lanzaron su álbum recopilatorio Lo mejor de lo mejor y el álbum de estudio Cumbia nena.
Amar Azul es conocido en Chile gracias a los casetes piratas, que se pasaban de mano en mano, lo cual, antes de los 2000, Ecossound licenció 2 discos para Chile bajo el sello Leader Music Chile, desde el año 2000, su primer recital en Chile fue a Valparaíso, meses después actuó por todo Chile pero siempre recuerda en La tortuga de Talcahuano dónde actuó cientos de veces,el éxito en Chile fue tan grande, que varios de los integrantes poseen nacionalidad chilena, para poder trasladarse con facilidad entre las fronteras de ambos países. En aquel país destacan sus presentaciones en el Festival Viva Dichato en 2013 y 2018 ante un gran marco de público y un excelente índice de audiencia televisivo.
La banda continua realizando giras constantes por varios países destacando sus habituales presentaciones en Chile y Argentina, pero también incursionando en giras exclusivas como las hechas en Ecuador en 2015 o Colombia en 2018.
Su primer presentación en el 2019 fue el 1 de enero en el canal Morfi, todos a la mesa. En febrero de ese mismo año se presentaron en la Fiesta de la Independencia Talca 2019, festival que contó con la presencia de más de 180.000 espectadores, logrando convertirse en tendencia mundial en redes sociales y logrando un récord de audiencia televisiva. En ese mismo año también se presentaron en Estocolmo.

### 2020-presente:Seguimos...y presentaciones
En 2020, a raíz de la Pandemia de COVID-19, suspendieron todas sus presentaciones en vivo, pero eso dejó tiempo para entrar al estudio y grabar un nuevo trabajo. 
El álbum de título "Seguimos..." fue finalmente lanzado el 18 de diciembre de 2020 concretando la duodécima entrega de la banda con 11 canciones, entre ellas «La platita del abuelo», «Tomaremos ron», «Amor, amor, amor», «Loco perdido», « De amor voy a morirme», «Grabada en mi corazón», «Corazón corazoncito», entre otras. Esta última canción es el debut como cantante de Lauri (Laureano D'Annibale), hijo del vocalista de la banda. El álbum fue nominado a Mejor Álbum – Grupo Tropical en los Premios Carlos Gardel dos años consecutivos, en 2020 y 2021.
Desde el año 2021 el grupo volvió a los shows en vivo en países como Chile, también a nivel nacional en ciudades como Mar del Plata y eventos como Ciudad Cultural Konex.
El 19 de noviembre del 2021 salió su sesión 17 en el segmento de YouTube "Sin miedo" llevándolo a estar en tendencia de YouTube más de una semana seguida cerrando el año de una gran manera.
2022, fue un año donde se metieron al estudio a grabar muchas canciones y también recorrieron argentina y Chile. En diciembre del 2022 salió un enganchado para las fiestas de Navidad y Año Nuevo  titulado “Amar azul - Éxitos x Siempre” de 6:38 minutos. 
El 2023 arrancó con una gran gira por Chile Y el 1 de febrero estrenaron el primer sencillo de su nuevo álbum “Perfecta” cantada por su vocalista Miguel D’annibale y su hijo Lauri (anteriormente Lauri cantó “corazón corazoncito” en el álbum “Seguimos” del 2020) mostrando un sonido joven renovado y sin perder su característico estilo. El 14 de junio de 2023 sacó el segundo sencillo del año titulado “Me gusta tomar” con una gran aceptación en el público en todas las redes sociales transformando en lo que algunos dicen un nuevo clásico de la banda. El 20 de abril la banda anuncia que celebraría sus 30 años en el Movistar arena de Santiago de Chile el 14 de julio. El público enloqueció con el anuncio a más de un mes del show se anunció las localidades agotadas. El 14 de julio amar azul celebró en el Movistar arena sus 30 años junto a bandas amigas invitadas como Santaferia, Zúmbale Primo y Agrupación Marilyn, con un Movistar arena lleno total más de 16 mil personas amar azul salió al escenario entre pirotecnia y aplausos del público. El show comenzó cuando su vocalista Miguel ángel D’annibale dijo su famosa frase “Cumbia nena”. El show contó con 48 canciones no faltaron los clásicos como “Yo tomo licor”, “Yo me enamore”, “El polvito del amor”, “No quiero dormir”, etc. También se dieron el lujo de presentar en vivo su sencillo “Me gusta tomar” canción que esta teniendo gran éxito y aceptación del público. El show tuvo canciones que nunca antes se habían interpretado en vivo como el tango “Nostalgia”, “La última copa”, “Cumbia dile”, “La niña llora”, entre otras. La noche dio lugar a las canciones que Miguel Ángel grabó junto a su hijo Lauri que cantó “Corazón corazoncito” y A dúo “Perfecta” canciones que tuvieron gran éxito en las redes sociales.

## Discografía
| Año  | Título del álbum                   | Tipo de álbum       | Sello discográfico | Ref    |
| ---- | ---------------------------------- | ------------------- | ------------------ | ------ |
| 1994 | Amar Azul                          | Álbum de estudio    | Eccosound          | [ 18 ] |
| 1995 | Con amor                           | Álbum de estudio    | Eccosound          | [ 19 ] |
| 1996 | Dime tú                            | Álbum de estudio    | Eccosound          | [ 20 ] |
| 1998 | Cumbia nena                        | Álbum de estudio    | Eccosound          | [ 21 ] |
| 1999 | Gracias a vos                      | Álbum de estudio    | Eccosound          | [ 22 ] |
| 2000 | El campeón                         | Álbum de estudio    | DBN y Eccosound    | [ 23 ] |
| 2000 | Amaremix                           | Álbum de estudio    | Eccosound          | [ 24 ] |
| 2001 | Me pega                            | Álbum de estudio    | DBN                | [ 25 ] |
| 2002 | Amar Azul - Sus Mas Grandes Éxitos | Álbum en vivo       | DBN                | [ 26 ] |
| 2003 | Inmenso                            | Álbum de estudio    | DBN                | [ 27 ] |
| 2005 | Aquí estamos                       | Álbum de estudio    | Leader Music       | [ 28 ] |
| 2006 | Grandes éxitos en vivo             | Álbum en vivo       | Leader Music       | [ 29 ] |
| 2008 | Directo al corazón                 | Álbum de estudio    | Leader Music       | [ 30 ] |
| 2009 | Lo mejor de lo mejor               | Álbum recopilatorio | Leader Music       | [ 31 ] |
| 2009 | 2009                               | Álbum de estudio    | Garra Records      | [ 32 ] |
| 2018 | Más vivo: Especial en concierto    | Álbum en vivo       | Ponny Producciones | [ 33 ] |
| 2019 | 25 Grandes Éxitos                  | Álbum recopilatorio | Ponny Producciones | [ 34 ] |
| 2020 | Seguimos...                        | Álbum de estudio    | Ponny Producciones | [ 35 ] |

## Integrantes de la banda
- Miguel Angel D'Annibale (voz)
- Aldo Méndez (primer teclado)
- Laureano D'Annibale (timbales)
- Emiliano D'Annibale (bajo)
- Gonzalo Uslenghi (güiro)
- Cristopher Uslenghi (batería)
- Mauro Robles (teclado guitarra)
- Manuel Genoud (segundo teclado)

#### Exintegrantes de la banda
- Gonzalo Ferrer (tecladista y arreglos)
- Pablo Lescano (segundo teclado)
- Claudio Suárez (guitarra)
- Sergio Schmit (bajo)
- César Porqueres (tumbadora)
- Luis Alberto Harra (tumbadora)
- Maximiliano Uslenghi (timbales)
- Gustavo Porqueres (timbales)
- César Porqueres (tumbadora)
- Pablo Pared (bajo)
- Marcelo Córdoba (percusión)
- Cristian Suárez (güiro)
- David Uslenghi (batería)